# Otto Eggert
Herman Paul Otto Eggert (ur. 4 lutego 1874 w Tylży, zm. 20 stycznia 1944 w Gdańsku) – niemiecki i gdański geodeta. 

## Życiorys
Profesor Politechniki w Gdańsku (Technische Hochschule Danzig) i dziekan Wydziału Inżynierii Lądowej  w kadencjach rocznych 1909-1910 i 1919-1920 oraz pierwszy kierownik Katedry Geodezji na Politechnice Gdańskiej (1904-1921), później profesor Politechniki w Berlinie i jej rektor w latach 1933-1934, w latach 1936-1939 kierował Instytutem Geodezyjnym w Poczdamie (Preußisches Geodätisches Institut – aktualnie Helmholtz-Zentrum Potsdam Deutsches GeoForschungsZentrum). W 1900 uzyskał doktorat z zakresu geodezji i inżynierii środowiska na Wyższej Szkole Rolniczej w Berlinie – obecnie część Uniwersytetu Humboldtów w Berlinie (ówcześnie: Studium der Geodäsie und Kulturtechnik an der Landwirtschaftlichen Hochschule Berlin), gdzie zdobył pierwsze doświadczenie w zakresie zaawansowanych badań matematycznych i geodezyjno-astronomicznych.
W Gdańsku pracował nad systemem akademickiego kształcenia inżynierów – geodetów. W 1920 roku, jako gdański geodeta (Wolnego Miasta Gdańska), został członkiem Niemieckiej Akademii Nauk Leopoldina. Przyczynił się do utworzenia Katedry Geodezji Astronomicznej oraz Fotogrametrii na Politechnice w Berlinie.
W publikacjach i życiu używał trzeciego imienia, dlatego w historii zapamiętany został jako Otto Eggert.
W 1939 roku przeszedł na emeryturę.

## Publikacje[6]
Eggert, O. (1900). Vergleichung der Ergebnisse des geometr. u. trigonometr. Nivellements nach d. durch v. Bauernfeind im J. 1881 ausgeführten Beobachtungen, Diss. Berlin, in: Zs. f. Vermessungswesen 29, 1900, s. 113-39 (rozprawa doktorska)
Eggert, O. (1903). Hilfstafel z. Berechnung d. Richtungskoeffizienten f. Koordinatenausgleichungen.
Eggert, O. (1907). Einführung in die Geodäsie. Wydawnictwo Bibliotheca Teubneriana (Wprowadzenie do geodezji).
Eggert, O. (1910). Lehrbuch des Tiefbaues: Erdbau, Stütz-, Futter-, Kai-und Staumauern, Grund-, Straßen-, Eisenbahn-und Tunnelbau – Vermessungskunde (Podręcznik inżynierii lądowej: roboty ziemne, mury oporowe, ściany osłonowe, ściany nabrzeża i murów oporowych, konstrukcji fundamentów, budowy dróg, kolei i budowy tuneli – obsługa geodezyjna).
Jordan, W., Reinhertz, C. J. C., Eggert, O. (1914). Handbuch der vermessungskunde. Wydawnictwo JB Metzler (Podręcznik geodezji).
Jordan, W., Eggert, O. (1935) Handbuch der Vermessungskunde. 1. Band: Ausgleichungs-Rechnung nach der Methode der kleinsten Quadrate; 2. Band/erster Halbband: Feld- und Landmessung; 2. Band/zweiter Halbband: Höhenmesswung, Tachymetrie, Photogrammerie und Absteckungen; 3. Band/erster Halbband: Landesvermessung, sphär. Berechnungen und astronomische Ortsbestimmung; 3. Band/zweiter Halbband: Sphäroidische Berechnungen, Konforme Abbildung des Erdellipsoids und Aufgaben der Erdmessung (Podręcznik geodezji. 1. Wyrównanie pomiarów metodą najmniejszych kwadratów; 2-1. Pomiar i wycena gruntów 2-2. Pomiary niwelacyjne, tachimetria, fotogrametria i tyczenie; 3-1. Geodezja, geometria na sferze, obserwacje astronomiczne; 3-2. Geometria sferyczna, Konforemne odwzorowanie elipsoidy ziemskiej i zadania geodezji).